# 7086 Bopp
7086 Bopp (1991 TA1) là một tiểu hành tinh vành đai chính bên trong được phát hiện ngày 5 tháng 10 năm 1991 bởi Shoemaker, C. S. ở Palomar.